# 大韓民国ゲーム大賞
大韓民国ゲーム大賞（だいかんみんこくゲームたいしょう、ハングル: 대한민국 게임대상; RR: Daehan Minguk geim daesang、Korea Game Awards）は、大韓民国のコンピュータゲームの賞。インディーゲーム賞などの部門がある。
この賞は韓国最大かつ最も権威あるゲームの賞とされており、1996年から毎年開催されている。
受賞作品は、審査員、ゲーム専門家、オンライン投票の組み合わせによって決定される。